# Carl Busch
Carl Busch   (Bjerre, 29 de març de 1862 - Kansas City, 19 de desembre de 1943) fou un músic, director d'orquestra i compositor estatunidenc d'origen danès.
El 1898 es donà a conèixer a Leipzig i Dresden com a director d'uns concerts en els quals s'executaven les seves composicions musicals, traslladant-se més tard als Estats Units, on s'establí.
Entre les seves obres més cèlebres cal esmentar Elegia per a instruments de corda (op.30), l'òpera The Lady of Shalott (op. 21), i la Tennysonian Suite (op. 31).